# Francisco Gil de Taboada
Francisco Gil de Taboada Lemos y Villamarín, né en 1733 à Santa María de Soutolongo dans la municipalité de Lalín et mort à Madrid en 1809, est un noble, un officier militaire et un homme politique espagnol. Il occupe le poste de Vice-roi de Nouvelle-Grenade, de vice-roi du Pérou et celui de capitaine général de l'Armada espagnole.

## Retour en Espagne

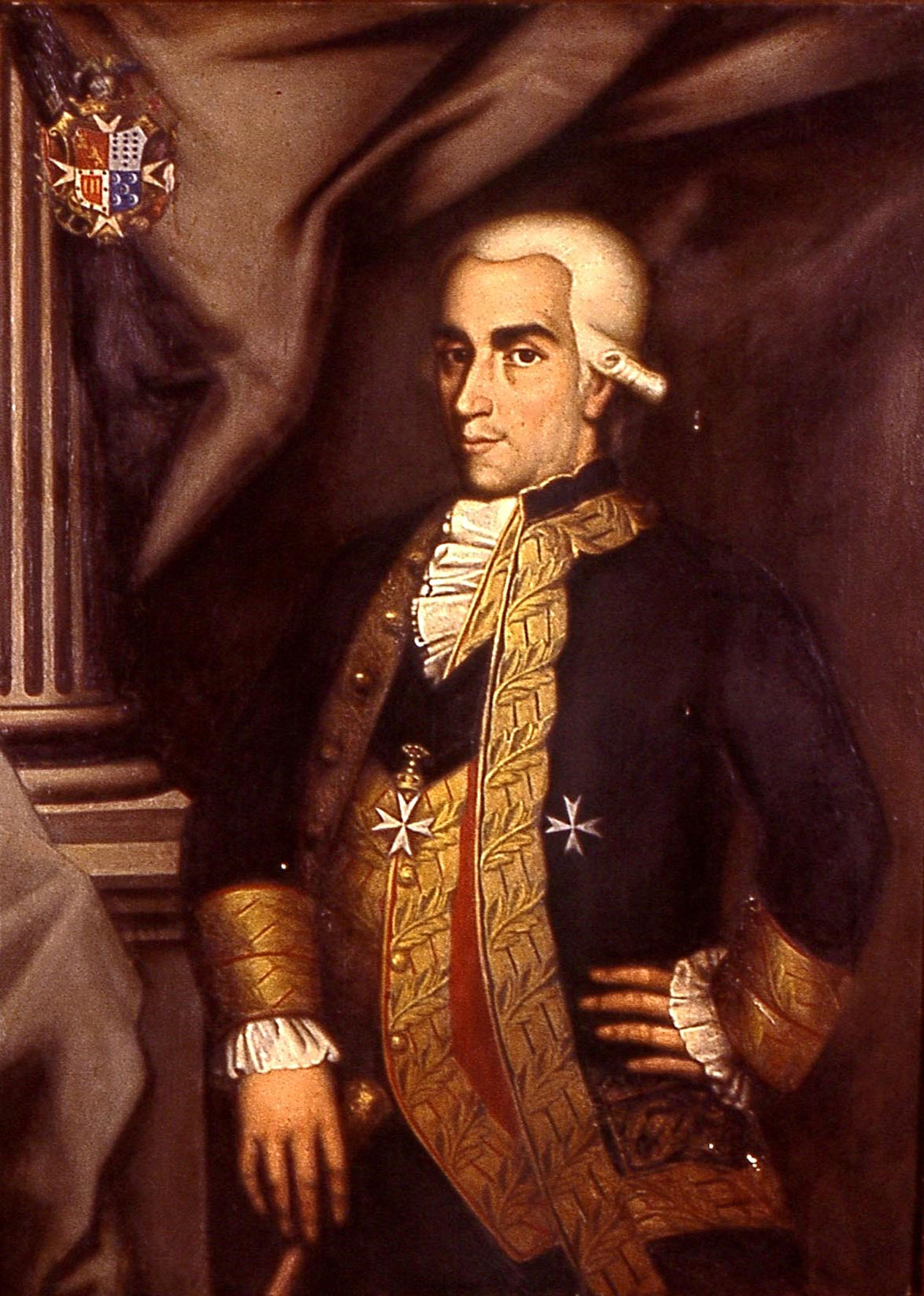
Francisco Gil de Tabaoda.